# 엑스노트 미니 X130
엑스노트 미니 X130(Xnote Mini X130)는 LG전자가 2009년 8월 13일에 출시한 넷북 컴퓨터이다.